# Marco Balbul
Marco Balbul (hebr. מרקו בלבול, ur. 13 lipca 1967 w Tirat Karmel) – izraelski piłkarz grający na pozycji obrońcy. W reprezentacji Izraela rozegrał 9 meczów.

## Kariera klubowa
Swoją karierę piłkarską Balbul rozpoczął w klubie Maccabi Hajfa. W 1986 roku awansował do pierwszej drużyny Maccabi. W sezonie 1986/1987 zadebiutował w niej w rozgrywkach pierwszej ligi izraelskiej. W sezonie 1988/1989 wywalczył z Maccabi swoje pierwsze w karierze mistrzostwo Izraela. Z kolei w sezonie 1990/1991 sięgnął po dublet - mistrzostwo oraz Puchar Izraela. W sezonie 1992/1993 ponownie zdobył puchar kraju, a w sezonie 1993/1994 wywalczył mistrzostwo. W sezonie 1994/1995 został wicemistrzem kraju oraz zdobył krajowy puchar. W sezonie 1995/1996 ponownie wywalczył wicemistrzostwo. W sezonie 1997/1998 zdobył z Maccabi swój czwarty Puchar Izraela w karierze.
W 1998 roku Balbul odszedł z Maccabi Hajfa do Maccabi Tel Awiw. W sezonie 1998/1999 został z nim wicemistrzem Izraela. W 2000 roku wrócił do Maccabi Hajfa. Zarówno w sezonie 2000/2001, jak i 2001/2002, wywalczył z nim dwa tytuły mistrzowskie. Po sezonie 2001/2002 zakończył swoją karierę sportową.
| Sezon   | Klub             | Kraj   | Rozgrywki   | Mecze | Bramki |
| ------- | ---------------- | ------ | ----------- | ----- | ------ |
| 1986/87 | Maccabi Hajfa    | Izrael | Liga Leumit | 1     | 0      |
| 1987/88 | Maccabi Hajfa    | Izrael | Liga Leumit | 22    | 1      |
| 1988/89 | Maccabi Hajfa    | Izrael | Liga Leumit | 24    | 0      |
| 1989/90 | Maccabi Hajfa    | Izrael | Liga Leumit | 27    | 0      |
| 1990/91 | Maccabi Hajfa    | Izrael | Liga Leumit | 10    | 0      |
| 1991/92 | Maccabi Hajfa    | Izrael | Liga Leumit | 24    | 0      |
| 1992/93 | Maccabi Hajfa    | Izrael | Liga Leumit | 11    | 0      |
| 1993/94 | Maccabi Hajfa    | Izrael | Liga Leumit | 28    | 1      |
| 1994/95 | Maccabi Hajfa    | Izrael | Liga Leumit | 25    | 0      |
| 1995/96 | Maccabi Hajfa    | Izrael | Liga Leumit | 18    | 0      |
| 1996/97 | Maccabi Hajfa    | Izrael | Liga Leumit | 11    | 0      |
| 1997/98 | Maccabi Hajfa    | Izrael | Liga Leumit | 14    | 0      |
| 1998/99 | Maccabi Tel Awiw | Izrael | Liga Leumit | 20    | 0      |
| 1999/00 | Maccabi Tel Awiw | Izrael | Ligat ha’Al | 29    | 0      |
| 2000/01 | Maccabi Hajfa    | Izrael | Ligat ha’Al | 2     | 0      |
| 2001/02 | Maccabi Hajfa    | Izrael | Ligat ha’Al | 1     | 0      |

## Kariera reprezentacyjna
W reprezentacji Izraela Balbul zadebiutował 28 marca 1990 roku w przegranym 1:2 towarzyskim meczu z Grecją, rozegranym w Marusi. W swojej karierze grał w eliminacjach do Euro 96. Od 1990 do 1995 roku rozegrał w kadrze narodowej 9 meczów.

## Kariera trenerska
Po zakończeniu kariery piłkarskiej Balbul został trenerem. W latach 2002–2003 pracował jako asystent w Maccabi Hajfa, a w 2006 roku pełnił tę funkcję w Maccabi Netanja. W latach 2007–2008 prowadził samodzielnie zespół Hapoel Beer Szewa. W latach 2008–2009 był asystentem w Maccabi Tel Awiw. Następnie był trenerem Bene Sachnin (2009–2010) i Maccabi Petach Tikwa (2011). W 2012 roku był asystentem trenera w Partizanie Belgrad. W latach 2013–2014 ponownie prowadził Bene Sachnin. W 2014 roku był też asystentem w tajskim BEC Tero Sasana FC, a następnie został trenerem Maccabi Hajfa.